# Буира (вилайет)
Буи́ра (араб. ولاية البويرة‎) — вилайет в северной части Алжира, одноимённый своему административному центру, городу Буира.

## Географическое положение
Граничит с вилайетами Тизи-Узу и Бумердес на севере, Беджая и Бордж-Бу-Арреридж на востоке, Мсила на юге, Медеа и Блида на западе.

## Административное деление
Административно вилайет разделен на 12 округов и 45 коммун:

### Округа

Округа вилайета Буира.

| № на карте | Округ                             | Число коммун |
| ---------- | --------------------------------- | ------------ |
| 1          | Буира (Bouira)                    | 3            |
| 2          | Хаизер (Haizer)                   | 2            |
| 3          | Бешлуль (Bechloul)                | 5            |
| 4          | Мшедаллах (M’Chedallah)           | 6            |
| 5          | Кадирия (Kadiria)                 | 3            |
| 6          | Лахдария (Lakhdaria)              | 6            |
| 7          | Бир-Гбалу (Bir Ghbalou)           | 3            |
| 8          | Айн-Бессем (Aïn Bessem)           | 3            |
| 9          | Сук-эль-Хемис (Souk El Khemis)    | 2            |
| 10         | Эль-Хашимия (El Hachimia)         | 2            |
| 11         | Сур-эль-Гозлан (Sour El-Ghozlane) | 6            |
| 12         | Бордж-Охрисс (Bordj Okhriss)      | 4            |